# Калинин (Гулькевичский район)
Калинин — упразднённый хутор в Гулькевичском районе Краснодарского края России. На момент упразднения входил в состав Тысячного сельского округа. Исключен из учётных данных в 1997 году.

## География
Располагался к югу от региональной дороги 03К045 «г. Гулькевичи — х. Чаплыгин — ст-ца Михайловская», в 1,5 км, по прямой, к северу от хутора Тысячный.

## История
По данным на 1925 год хутор Калинина состоял из 44 хозяйств. В административном отношении входил в состав Тысячного сельсовета Григориполисского района Армавирского округа Северо-Кавказского края.
Постановлением заксобрания Краснодарского края от 30 сентября 1997 года № 714-П хутор исключен из учётных данных.

## Население
По данным на 1925 год на хуторе проживало 183 человека, в том числе 89 мужчин и 94 женщины.